# Infernos de Beppu

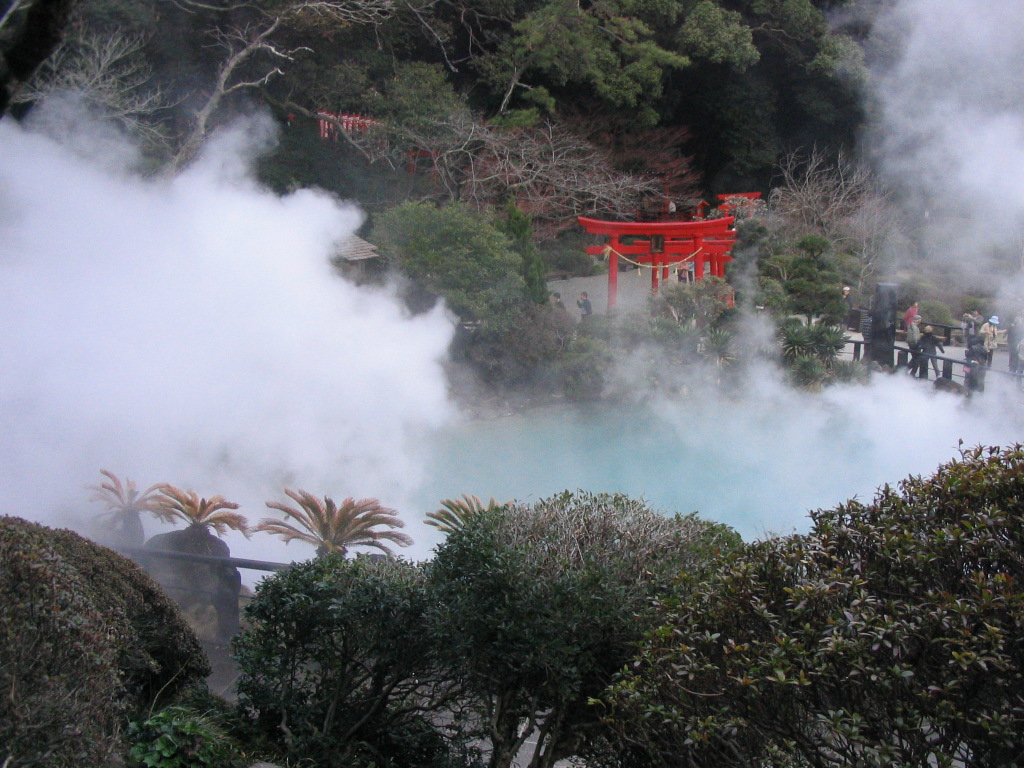
Umi Jigoku, um dos Infernos de Beppu

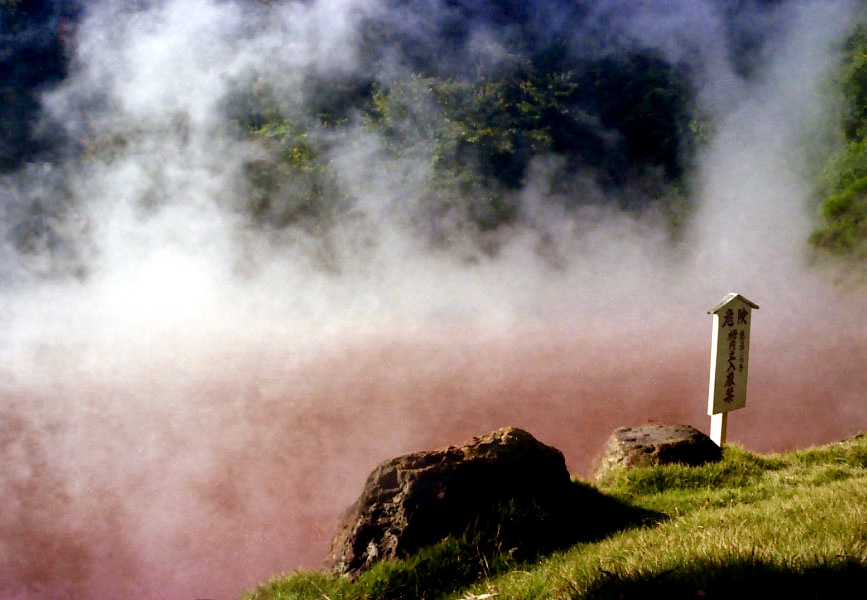
Chinoike Jigoku

As fontes termais Infernos de Beppu (別府の地獄, Beppu no jigoku, em inglês Hells of Beppu) são um "Local de Beleza Cênica" designado como patrimônio nacional na cidade onsen de Beppu, Ōita, Japão. Os "infernos" são mais para serem vistos do que para de fato banhar-se neles.